# Emanuel Hugo Eugen Ottokar von Aderkas

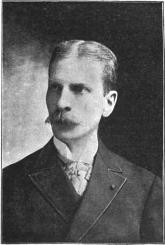
Ottokar von Aderkas (1900)

Emanuel Hugo Eugen Ottokar von Aderkas, auch Ottokar Karlowitsch Aderkas, russisch Оттокар Карлович Адеркас; (* 5. Julijul. / 17. Juli 1859greg.; † 7. März 1921 in Arensburg auf Oesel) war ein russischer Verwaltungsjurist, Geheimer Rat und Besitzer des Gutes Peudehof und Koik auf Ösel.

## Leben

### Herkunft und Familie
Ottokar von Aderkas entstammte der deutschbaltischen Adelsfamilie Aderkas. Er war der jüngste Bruder des öselschen Landrats Woldemar Alexander Emanuel Victor von Aderkas (1849–1908).
1896 heiratete er in St. Petersburg Marie Peretz (1868–1942).

### Werdegang
Er besuchte das Gymnasium in Arensburg. Danach studierte er Rechtswissenschaften an der Kaiserlichen Universität Dorpat und in St. Petersburg. Im Jahr 1881 trat Ottokar Aderkas in das russische Justizministerium ein, wurde aber schon 1882 zur kaiserlichen Kanzlei für die Anstalten der Kaiserin Maria Feodorowna versetzt.
1883 nutzte er seinen Urlaub, um 17 Blindenanstalten (10 in Deutschland, fünf in Österreich, eine in der Schweiz und eine in Riga) zu besuchen. Der von ihm vorbereitete Bericht wurde zum Anlass einer Konzeption über die Organisation ähnlicher Anstalten im Russischen Kaiserreich genommen. In den nächsten Jahren widmete sich Ottokar dem Aufbau eines Systems für die Blindenhilfe. 1884 hielt er einen Sondervortrag auf dem 5. Internationalen Blindenkongress in Amsterdam.
Ab 1888 war er Geschäftsführer des Kuratoriums „Blindenfürsorge“ und vertrat die Verwaltung der Kaiserin Maria-Anstalt auf dem 6. Blindenkongress in Köln. 1893 war er ein offizieller Vertreter Russlands auf der World’s Columbian Exposition in Chicago. 1898 wurde er zum Staatsrat befördert und leitete die Kanzlei des Zentralverwaltung der Kaiserliche Kinderasyle.
1905 vertrat Ottokar die Zentralverwaltung der Kinderheime auf dem internationalen Kongress für Kinderschutz. Auf dem Kongress machte er den Vorschlag, einen internationalen Ausschuss für den Kampf gegen Kindersterblichkeit zu gründen. Außerdem war er Mitglied eines von der Kaiserin Maria Alexandrowna gegründeten Fürsorgekomitees für Blinde, Mitglied der russischen Fürsorgegesellschaft „Mutter und Kind“ und ab 1886 Herausgeber einer selbständigen Zeitschrift „Russische Blinde“. 1910 wurde er zum Geheimrat ernannt.
Ab 1908 war Ottokar Aderkas Erbbesitzer von Peudehof und Koik. Später, nach der Revolution, kam er nach Arensburg und unterrichtete hier Englisch am Alten Gymnasium.

## Auszeichnungen
- 1904 Wladimirorden 3. Klasse
- 1906 Sankt-Stanislaus-Orden 1. Klasse
- 1915 Annaorden 1. Klasse mit Stern